# Solenodon marcanoi
Solenodon marcanoi (лат.) — вымерший вид млекопитающих из семейства щелезубов отряда насекомоядных.
Обитал на острове Гаити, где его костные останки найдены в плейстоценовых (Доминиканская Республика) и четвертичных образованиях (юг Гаити).
Являлся наиболее мелким из известных представителей семейства щелезубов.
Изначально в 1962 году был классифицирован как вид нового рода — Antillogale marcanoi — но вскоре это систематическое положение было поставлено под сомнение (Van Valen в 1967 году) и установлено тесное родство с щелезубами; однако только в 1993 году Morgan и Ottenwalder, после получения обширных дополнительных данных для сравнения, окончательно отнесли вид к роду Solenodon.